# USS Antietam (CV-36)
USS Antietam (CV-36) – amerykański lotniskowiec typu Essex (podtyp długi kadłub). Jego nazwa pochodziła od bitwy nad Antietam.
Stępkę okrętu położono 15 marca 1943 w stoczni Philadelphia Naval Shipyard. Zwodowano go 20 sierpnia 1944, matką chrzestną była żona senatora Millarda Tydingsa. Jednostka weszła do służby w US Navy 28 stycznia 1945, jej pierwszym dowódcą był Capt. James R. Tague.
Nie brał udziału w II wojnie światowej, natomiast uczestniczył w walkach podczas wojny koreańskiej.
„Antietam” w czasie przebudowy w 1952 został wyposażony w sponson, na którym znajdował się ukośny pokład. Był pierwszym na świecie lotniskowcem z ukośnym pokładem startowym.
W 1963 został wycofany ze służby, a w 1974 sprzedany na złom.